# Panagropsis platyrhyncata
Panagropsis platyrhyncata är en fjärilsart som beskrevs av Hans Daniel Johan Wallengren 1872. Panagropsis platyrhyncata ingår i släktet Panagropsis och familjen mätare. Inga underarter finns listade i Catalogue of Life.